# Deepflight
Bei der Deepflight-U-Boot-Serie wurde erstmals im zivilen U-Boot-Bau das Prinzip des U-Bootes mit Tragflächen realisiert. Die Boote haben festen positiven Auftrieb und tauchen bei Fahrt mittels der Tragflächen ab. Ihr Verhalten gleicht dabei einem Flugzeug, im Gegensatz zu gewöhnlichen U-Booten, die eher wie ein Ballon manövriert werden. Damit sind schneller größere Tiefen zu erreichen und die Beobachtung schnell schwimmender Meerestiere möglich. Bei Ausfall der Antriebe wird das U-Boot selbständig auftauchen.
Die Deepflight-U-Boote wurden von dem Ingenieur und Erfinder Graham Hawkes in seiner Firma Hawkes Ocean Technologies – kurz. H.O.T. – entwickelt.

## Deepflight I

### Allgemeines
Die DF1 ist Hawkes’ erstes geflügeltes U-Boot. Der Pilot liegt auf dem Bauch in seiner horizontalen Kapsel, die in eine elliptische Sichtkuppel ausläuft, welche die ganze Front des Bootes einnimmt. Mit seiner eher ovalen Rumpfform, markanten Schubdüsen und den schräg stehenden Steuerflossen als Leitwerk am Heck ähnelt es optisch sehr einem Flugzeug. Gesteuert wird das U-Boot über die beiden kombinierten Tiefen- und Querruder sowie unterschiedliche Drehzahl der beiden Motoren. Bei den Probefahrten ist es gelungen, mit einem Mantarochen mitzuschwimmen und die Begegnung filmisch festzuhalten.

### Technische Daten
- Maße: 2,44 m (Spannweite); 1 m (Höhe); 4 m (Länge)
- Gewicht: 1.300 kg
- Geschwindigkeit: 12 Knoten (23 km/h); minimal 2 Knoten (4 km/h)
- Max. Sinkgeschwindigkeit: 650 Fuß/min
- Max. Auftauchgeschwindigkeit: 480 Fuß/min
- Operationstauchtiefe: 1005 m
- Besatzung: 1
- Baujahr 1996.

## Deepflight II

### Allgemeines
Das zweite U-Boot der Deepflight-Serie existiert bis jetzt nur als Computermodell. Hier kommen die U-Boot-Attribute wieder stärker zur Geltung, auch wenn die bisherige Linie mit den Flugzeugkomponenten konsequent beibehalten wurde. Die beiden Piloten liegen nebeneinander in zwei schräg aus dem rechteckigen und flachen Rumpf ragenden Körperröhren, die an der Front acrylverglast sind. Die Piloten liegen dabei auf dem Bauch, allerdings nicht ganz in der Horizontalen, sondern nach vorne – also zum Kopf hin – nach oben aufsteigend. Zusätzlich befinden sich an der Front des Bootes neben den Scheinwerfern zwei Greifarme.

### Technische Daten
- Maße: 3 m (Spannweite); 1,3 m (Höhe); 5,3 m (Länge)
- Gewicht: nicht genau bekannt
- Geschwindigkeit: 6 Knoten (11 km/h)
- Max. Sinkgeschwindigkeit: 400 Fuß/min
- Max. Auftauchgeschwindigkeit: 700 Fuß/min
- Operationstauchtiefe: bis zu 37.000 Fuß (11.277 Meter) je nach Ausführung
- Besatzung: 2

## Deepflight Aviator

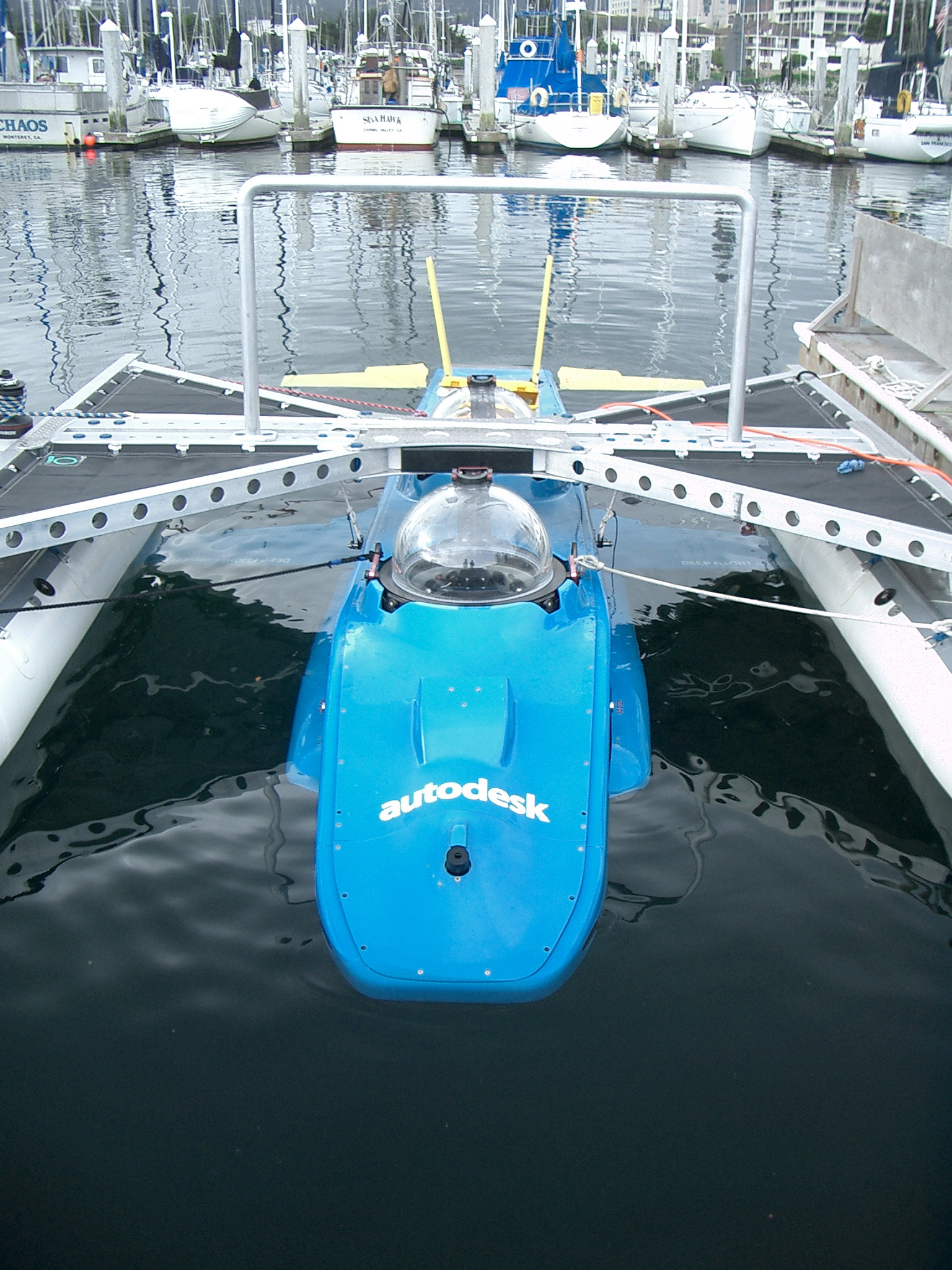
DeepFlight Aviator, 2004

### Allgemeines
Das dritte U-Boot der Baureihe ist das Deepflight 502, auch Deepflight Aviator genannt. Die zwei Mann Besatzung sitzen in hintereinander befindlichen Kabinen, die durch oben aus dem Rumpf ragende Sichtkuppeln abgeschlossen werden. Die Steuerung ist wie bei einem Flugzeug angeordnet. Das Seitenruder wird über Pedale bedient und Tiefenruder (entspricht dem Höhenruder beim Flugzeug) und Querruder werden über einen Joystick gesteuert. Mit dieser Steuerung ist jede Lage im Raum erreichbar, allerdings sind wegen der verwendeten Akkus nur 30° Schräglage zulässig.
Die Tragflächen werden zum Transport hochgeklappt, die Tiefenruder abgenommen.
Das U-Boot wurde 2008 überarbeitet. Dabei wurde unter anderem ein Ballasttank und ein Abwurfgewicht eingebaut, so dass die kleinste mögliche Geschwindigkeit statt 0,6 kn (1,1 km/h) nun 0 ist. Das Boot heißt seitdem Super Aviator und hat eine weiße Grundfarbe.

### Technische Daten
- Maße: 3,75 m (Spannweite); 1,85 m (Höhe); 6,7 m (Länge)
- Gewicht: 2225 kg
- Geschwindigkeit: 5,2 Knoten (9,6 km/h)
- Max. Sinkgeschwindigkeit: 320 Fuß/min (98 m/min)
- Max. Auftauchgeschwindigkeit: 600 Fuß/min (183 m/min)
- Operationstauchtiefe: 330 m
- Tauchzeit 3–5 h
- Besatzung: 2
- Baujahr 2003.

Daten gemäß Spec Sheet

## Deep Flight Challenger

### Allgemeines
Das U-Boot Deep Flight Challenger wurde gebaut, um es dem Abenteurer Steve Fossett zu ermöglichen, den unschlagbaren Weltrekord im Tieftauchen einer einzelnen Person zu erlangen (37.000 Fuß).
2007 kam Fossett bei einem Flugzeugabsturz ums Leben, bevor er seinen Tieftauchrekord verwirklichen konnte. Hawkes Ocean Technologies besitzt mit diesem U-Boot die Technologie, die tiefste bekannte Meerestiefe (Witjastief 1; 11.034 m) zu erreichen. Später wurde der Deep Flight Challenger von Virgin Oceanic der Virgin Group übernommen und betrieben.

### Technische Daten
- Maße: 3,90 m (Spannweite); 1,7 m (Höhe); 5,40 m (Länge)
- Gewicht: 4730 pounds ~ 2145 kg
- Geschwindigkeit: 2,2 Knoten (4 km/h); maximal 3 Knoten (6 km/h)
- Max. Sinkgeschwindigkeit: 350 Fuß/min
- Max. Auftauchgeschwindigkeit: 350 Fuß/min
- Operationstauchtiefe: 37.000 Fuß (11.277 Meter)
- Tauchzeit: 5 Stunden
- Besatzung: 1

## Deep Flight Super Falcon

### Allgemeines

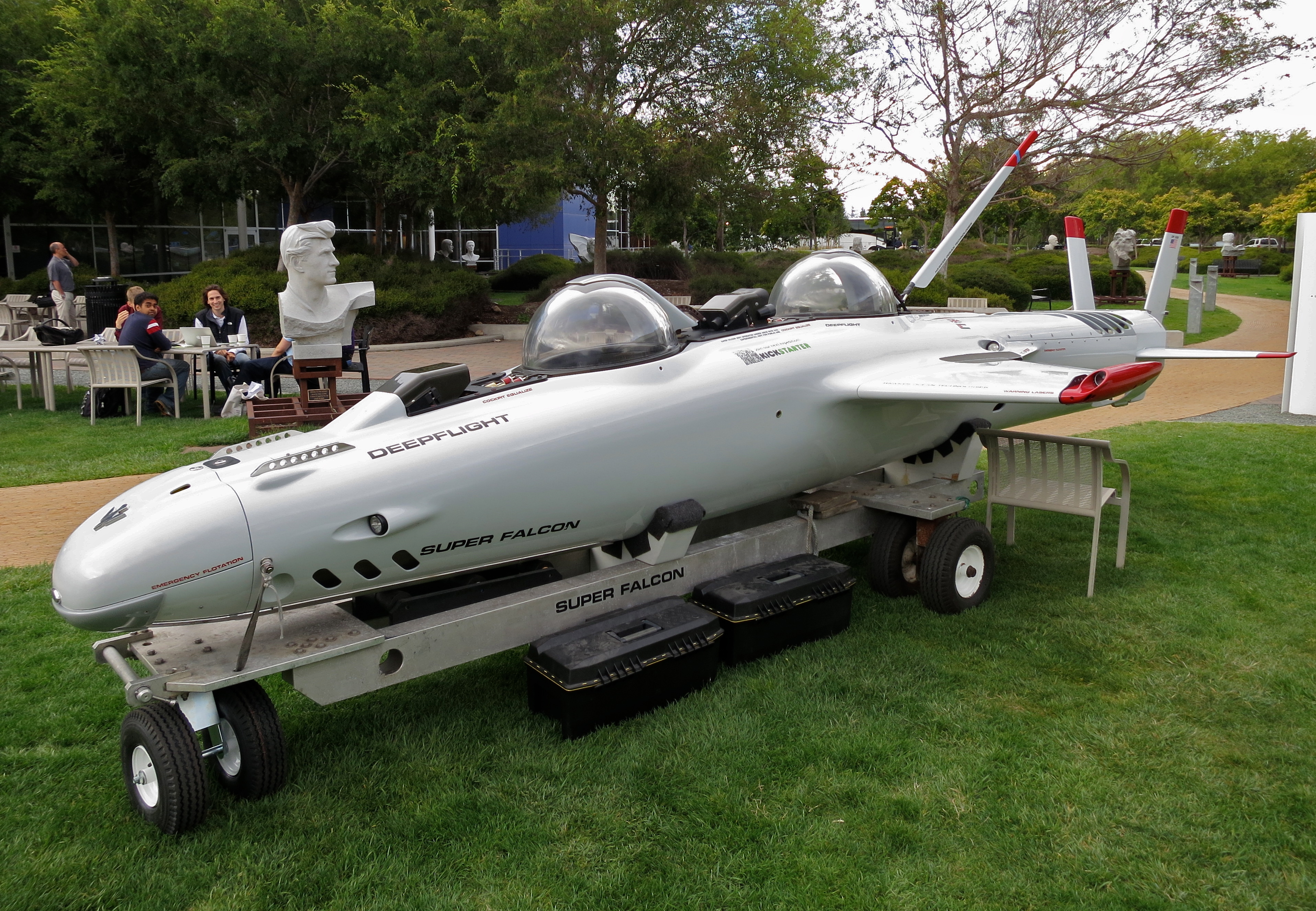
DeepFlight Super Falcon, 2012

Dieses U-Boot der vierten Generation von geflügelten Tauchbooten gehört zu einer neuen Klasse von Luxus-Sport-Tauchbooten. Das erste Boot wurde 2008 gebaut. Der Red-Bull-Chef Dietrich Mateschitz hat für seine Privatinsel Laucala ein Super Falcon erworben.

### Technische Daten
- Maße: 3,00 m (Spannweite); 1,6 m (Höhe); 6,70 m (Länge)
- Gewicht: 1818 kg
- Geschwindigkeit: 2–6 Knoten
- Max. Sinkgeschwindigkeit: 200 Fuß/min
- Max. Auftauchgeschwindigkeit: 400 Fuß/min
- Operationstauchtiefe: 1000 Fuß (304 Meter)
- Besatzung: 2
- Baujahr 2008.